# Willem Frans Van Kerckhoven

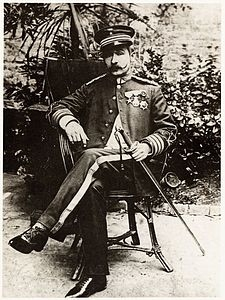
Willem Frans Van Kerckhoven omstreeks 1885

Willem Frans Van Kerckhoven (Mechelen, 28 januari 1853 - Surur (Onafhankelijke Congostaat), 10 augustus 1892) was een Belgisch koloniaal soldaat. Door zijn hardhandige optreden in de Onafhankelijke Congostaat stond hij onder Congolezen bekend als Boula Matendé, "De Orkaan".

## Loopbaan
Van Kerckhoven nam als veertienjarige dienst als zoeaaf en zette in 1883 zijn militaire carrière voort in het Belgische leger. Hij werd uitgezonden naar Congo. Hij volgde daar Camille Coquilhat op als districtschef van Leopoldstad en nam in die hoedanigheid deel aan de Belgo-Arabische oorlog. Van Kerckhoven was zeer bedreven in het ontfutselen van ivoor van Arabische handelaren en voerde bloedige expedities uit waarbij complete dorpen ontvolkt werden. Er wordt gesteld dat hij, samen met Léon Rom, model gestaan heeft voor het personage van Kolonel Kurtz in Joseph Conrads Heart of Darkness.
Onder meer in Mechelen is een straat naar Van Kerckhoven vernoemd. In 2022 besliste het stadsbestuur - op voorzet van de werkgroep Mechelen Dekoloniseert - om de Van Kerckhovenstraat een nieuwe naam te geven.